# Gersemia rubiformis
Gersemia rubiformis is een zachte koraalsoort uit de familie Nephtheidae. De koraalsoort komt uit het geslacht Gersemia. Gersemia rubiformis werd in 1834 voor het eerst wetenschappelijk beschreven door Ehrenberg. 